# Sara Specx
Sara Specx, född 1616 i Hirado i Japan, död 1636 på Formosa, var centralfigur i en uppmärksammad skandal i Batavia. 
Dotter till Jacques Specx, chef för handelsstationen i Hirado och senare generalguvernör i Batavia, och en japansk kvinna. Sara Specx gifte sig i maj 1632 i Batavia med Candidus Georg (1597-1647), tysk präst i Moluckerna och Formosa. 
Som utomäktenskaplig avkomma till en holländare och en inhemsk person omhändertogs Specx 1628 för att uppfostras under uppsyn av guvernören i Batavia, Jan Pieterszoon Coen och hans fru Eva Ment. År 1629 ertappades Spexc med att ha samlag med den sexton år gamla Peter Kortenhoef; denne halshöggs, medan Specx som ännu inte 14 år gammal inte var straffmyndig och därför dömdes till att piskas i stället för att dränkas i en tunna. Näste guvernör i Batavia blev hennes egen far, som iscensatte häftiga hämndaktioner på de myndighetspersoner han betraktade som ansvariga för den offentliga misshandeln av hans dotter. Hela affären åstadkom en hel del konflikter och förvecklingar inom den holländska kolonialadministrationen. 
Fallet Specx har varit föremål för omfattande historieforskning och pjäser. På artonhundratalet såg Conrad Busken Huet Sarahs straff som en bekräftelse på Coens rykte som en barbar. 
Fallet är föremål för boken "Nieuwe Indische verhalen en herinneringen uit vroegeren en lateren tijden" (1845) av WL Ritter och pjäsen Jan Pietersz. Coen (1930) av Slauerhoff.